# Регулација утицаја
Регулација утицаја је важан концепт у психијатрији и психологији и у блиској је вези са емоционалном саморегулацијом. Међутим, ово друго је више одраз стања расположења појединца него њиховог утицаја. Регулација утицаја је стварни учинак који се може показати у тешкој ситуацији без обзира на расположење или емоције. Уско је повезан са квалитетом егзекутивних и когнитивних функција, што овај концепт разликује од емоционалне саморегулације. Неко може имати ниску емоционалну контролу, али висок ниво контроле над својим или њеним афектом, па стога демонстрира нормално међуљудско функционисање као резултат нетакнуте спознаје.